# Santo Stefano Lodigiano
Santo Stefano Lodigiano es una localidad y comune italiana de la provincia de Lodi, región de Lombardía, con 1.788 habitantes.

## Evolución demográfica
| Gráfica de evolución demográfica de Santo Stefano Lodigiano entre 1861 y 2001 |
|                                                                               |
| Fuente ISTAT - elaboración gráfica de Wikipedia                               |